# Михайлівський заказник (Звенигородський район)
Михайлівський заказник — гідрологічний заказник місцевого значення. Об'єкт розташований на території Звенигородського району Черкаської області, адмінмежі Боровиківської сільської ради.
Площа — 2,5 га, статус отриманий у 2010 році.
Статус надано з метою збереження природних комплексів до складу яких входять болотні масиви, водно-болотні угіддя, заплавні території та водні об'єкти, тваринний і рослинний світ яких представлений типовими та унікальними для регіону видами, різноманітною болотною та лучною рослинністю.